# Luna 4
Luna 4 fu una sonda spaziale che apparteneva al Programma Luna e fu la prima della sua generazione ad essere lanciata con successo. La navicella, prima di essere indirizzata verso la Luna con una strana traiettoria curva, fu posta in orbita terrestre. Solo successivamente furono accesi i razzi per dirigerla verso il suo traguardo.

## La missione
Luna 4 fu lanciata il 2 aprile 1963 alle 08:04:00 UTC. Durante il volo verso la Luna non fu possibile effettuare un'importante correzione di traiettoria e la navicella, il 5 aprile, sfiorò il nostro satellite e si pose in un'orbita baricentrica terrestre di 90.000 x 700.000 km.

Lo scopo della missione non fu mai divulgato, ma si è speculato sul fatto che Luna 4 avrebbe dovuto atterrare sulla Luna. La sonda trasmise a 183,6 MHz fino al 6 aprile.

## Strumentazione
Per quel poco che si sa, Luna 4 era equipaggiata con un sistema per fotografare la superficie lunare ad alta risoluzione.